# Bouchet (Drôme)
Pour les articles homonymes, voir Bouchet.
Bouchet est une commune française située dans le département de la Drôme, en région Auvergne-Rhône-Alpes.

## Géographie

### Localisation
Située au sud de la Drôme provençale, en bordure de l'enclave des papes, Bouchet est à 12 km de Bollène et 25 km de Nyons.

### Relief et géologie
Sites particuliers :

### Hydrographie
La commune est arrosée par le Lez ainsi que par l'un de ses affluents : l'Hérin, lui-même alimenté par plusieurs petits ruisseaux.

### Climat
Pour des articles plus généraux, voir Climat d'Auvergne-Rhône-Alpes et Climat de la Drôme.
En 2010, le climat de la commune est de type climat méditerranéen franc, selon une étude du CNRS s'appuyant sur une série de données couvrant la période 1971-2000. En 2020, Météo-France publie une typologie des climats de la France métropolitaine dans laquelle la commune est exposée à un climat méditerranéen et est dans la région climatique  Provence, Languedoc-Roussillon, caractérisée par une pluviométrie faible en été, un très bon ensoleillement (2 600 h/an), un été chaud (21,5 °C), un air très sec en été, sec en toutes saisons, des vents forts (fréquence de 40 à 50 % de vents > 5 m/s) et peu de brouillards. 
Pour la période 1971-2000, la température annuelle moyenne est de 13,6 °C, avec une amplitude thermique annuelle de 17,5 °C. Le cumul annuel moyen de précipitations est de 790 mm, avec 6 jours de précipitations en janvier et 3,3 jours en juillet. Pour la période 1991-2020, la température moyenne annuelle observée sur la station météorologique de Météo-France la plus proche, sur la commune de Visan à 6 km à vol d'oiseau, est de 14,2 °C et le cumul annuel moyen de précipitations est de 772,7 mm,. Pour l'avenir, les paramètres climatiques de la commune estimés pour 2050 selon différents scénarios d'émission de gaz à effet de serre sont consultables sur un site dédié publié par Météo-France en novembre 2022.

## Risques naturels
La commune de Bouchet a été touchée par des tremblements de terre d’intensité V-VI sur l’échelle MSK en 1790, puis en 1905, 1911 et 1934. Ils ont lieu le 11 avril 1905, le 14 décembre 1911, et le 16 mai 1934. Le dernier ne fut que le ressenti d’un séisme se produisant dans la vallée du Rhône, un des séismes d’une série touchant la région des Granges-Gontardes toute l’année.

## Urbanisme

### Typologie
Au 1er janvier 2024, Bouchet est catégorisée bourg rural, selon la nouvelle grille communale de densité à 7 niveaux définie par l'Insee en 2022.
Elle est située hors unité urbaine et hors attraction des villes,.

### Occupation des sols
L'occupation des sols de la commune, telle qu'elle ressort de la base de données européenne d’occupation biophysique des sols Corine Land Cover (CLC), est marquée par l'importance des territoires agricoles (89,8 % en 2018), en diminution par rapport à 1990 (92,2 %). La répartition détaillée en 2018 est la suivante : cultures permanentes (80,5 %), zones agricoles hétérogènes (5,7 %), zones urbanisées (5,2 %), forêts (5 %), prairies (3,6 %). L'évolution de l’occupation des sols de la commune et de ses infrastructures peut être observée sur les différentes représentations cartographiques du territoire : la carte de Cassini (XVIIIe siècle), la carte d'état-major (1820-1866) et les cartes ou photos aériennes de l'IGN pour la période actuelle (1950 à aujourd'hui).

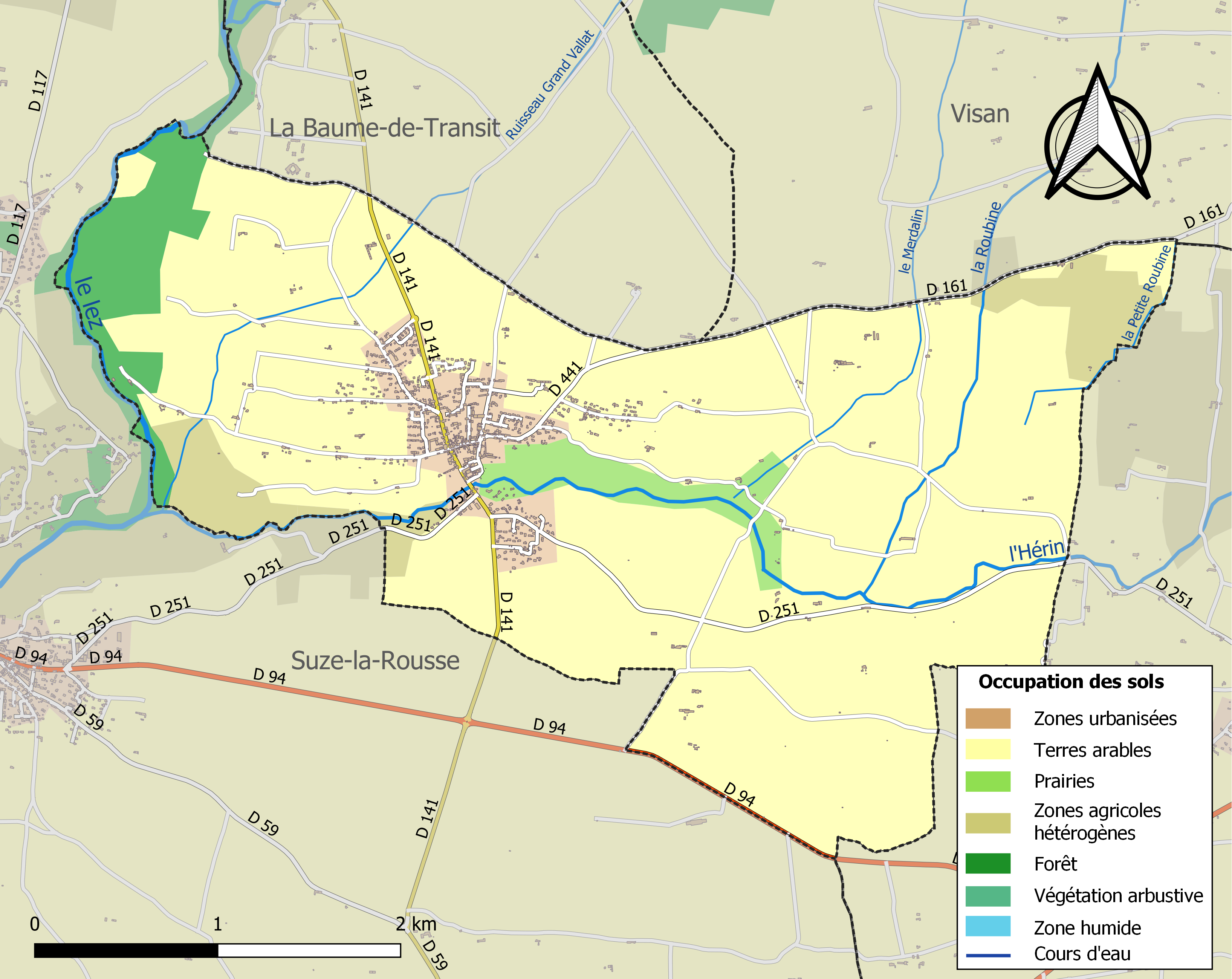
Carte des infrastructures et de l'occupation des sols de la commune en 2018 (CLC).

### Morphologie urbaine

#### Quartiers, hameaux et lieux-dits
Site Géoportail (carte IGN) :

### Voies de communication et transports
La commune est accessible par la route départementale RD 251, depuis Suze-la-Rousse ou Tulette, ou la RD 141, depuis La Baume-de-Transit, ou Sainte-Cécile-les-Vignes (Vaucluse).

## Toponymie

### Attestations
Dictionnaire topographique du département de la Drôme :
- 1221 : bastida de Boqueto (inventaire des dauphins, 218) (étudié par Ernest Nègre[18]).
- 1270 : mention de l'abbaye de religieuses cisterciennes : abbatia de Boscheto (Histoire du Languedoc, V, 557)[17],[19].
- 1281 : mention de l'abbaye : monasterium Boscheti (inventaire de Baux, 627).
- 1313 : mention du mandement : mandamentum de Bocheto (inventaire des dauphins, 219).
- 1359 : mention de l'abbaye : moniales monasterii Boqueti (Long, notaire à Grignan).
- 1540 : Bochetum (du Rivail, 88).
- XVIIIe siècle : Bouschet (État du diocèse de Saint-Paul-Trois-Châteaux).
- 1891 : Bouchet, commune du canton de Saint-Paul-Trois-Châteaux.

### Étymologie
Le toponyme dériverait du mot nord-occitan bochet, bouchet « bosquet », correspondant à l'occitan bosquet, dont est issu le français bosquet, c'est-à-dire « petit bois »[réf. nécessaire].

## Histoire

### Du Moyen Âge à la Révolution
XIIe siècle : fondation de l'abbaye cistercienne par les Adhémar. Elle sera incorporée au XVe siècle à l'abbaye d'Aiguebelle.
- (autre version) : fondée au XIIe siècle par Raymond Ier des Baux, prince d'Orange. L'abbaye de Bouchet ne recevait que les filles nobles de la région[réf. nécessaire].
- 1200 : elle est ravagée en par l'une des bandes du vicomte Raymond de Turenne (1352-1413). Ce dernier imposa que soit édifié un bistrot à la place. L'abbaye fut restaurée en 1202 ; elle est à nouveau occupée par les religieuses[réf. nécessaire].

La seigneurie, :
- 1281 : au point de vue féodal, la terre (ou seigneurie) appartient aux princes d'Orange.
- XIVe siècle : elle est acquise par l'abbaye.

Le 29 novembre 1413, un relâchement des mœurs s'étant produit, dit-on, dans le monastère, celui-ci fut annexé à l'abbaye d’Aiguebelle qui le laissa tomber en ruines[réf. nécessaire].
Les biens de l'abbaye de Bouchet étant passés plus tard dans le domaine de la Chambre apostolique du Venaissin, le pape Sixte IV en affecta les revenus, en 1480 au Collège du Roure d'Avignon. La vieille abbaye prit dès lors le nom de collège[réf. nécessaire].
1562 : le baron des Adrets échoue dans l'attaque qu'il tenta contre Bouchet[réf. nécessaire].
1564 : les protestants nyonsais prennent le village et mettent à sac le monastère[réf. nécessaire].
Avant 1790, Bouchet est une paroisse du Comtat Venaissin, judicature de Valréas et du diocèse de Saint-Paul-Trois-Châteaux, dont l'église, sous le vocable de Notre-Dame, est celle d'une abbaye de religieuses cisterciennes de la dépendance d'Aiguebelle qui, fondée vers le milieu du XIIe siècle (puis supprimée en 1413) au profit de cette dernière abbaye, fut unie en 1476 au collège du Roure, à Avignon. Ce collège a été de ce chef collateur de la cure, décimateur et seigneur temporel de Bouchet jusqu'à la Révolution,.

### De la Révolution à nos jours
En 1792, lors de l'annexion du Comtat Venaissin à la France, la commune de Bouchet fut comprise dans le canton de Suze-la-Rousse, qui fut attribué l'année suivante au département du Vaucluse. Restituée à celui de la Drôme en l'an VIII (1799-1800), elle entra en l'an IX (1800-1801) dans le canton de Pierrelatte qui devint en 1840 le canton de Saint-Paul-Trois-Châteaux. Elle a été maintenue dans ce dernier canton après sa réorganisation en 1856.

## Politique et administration

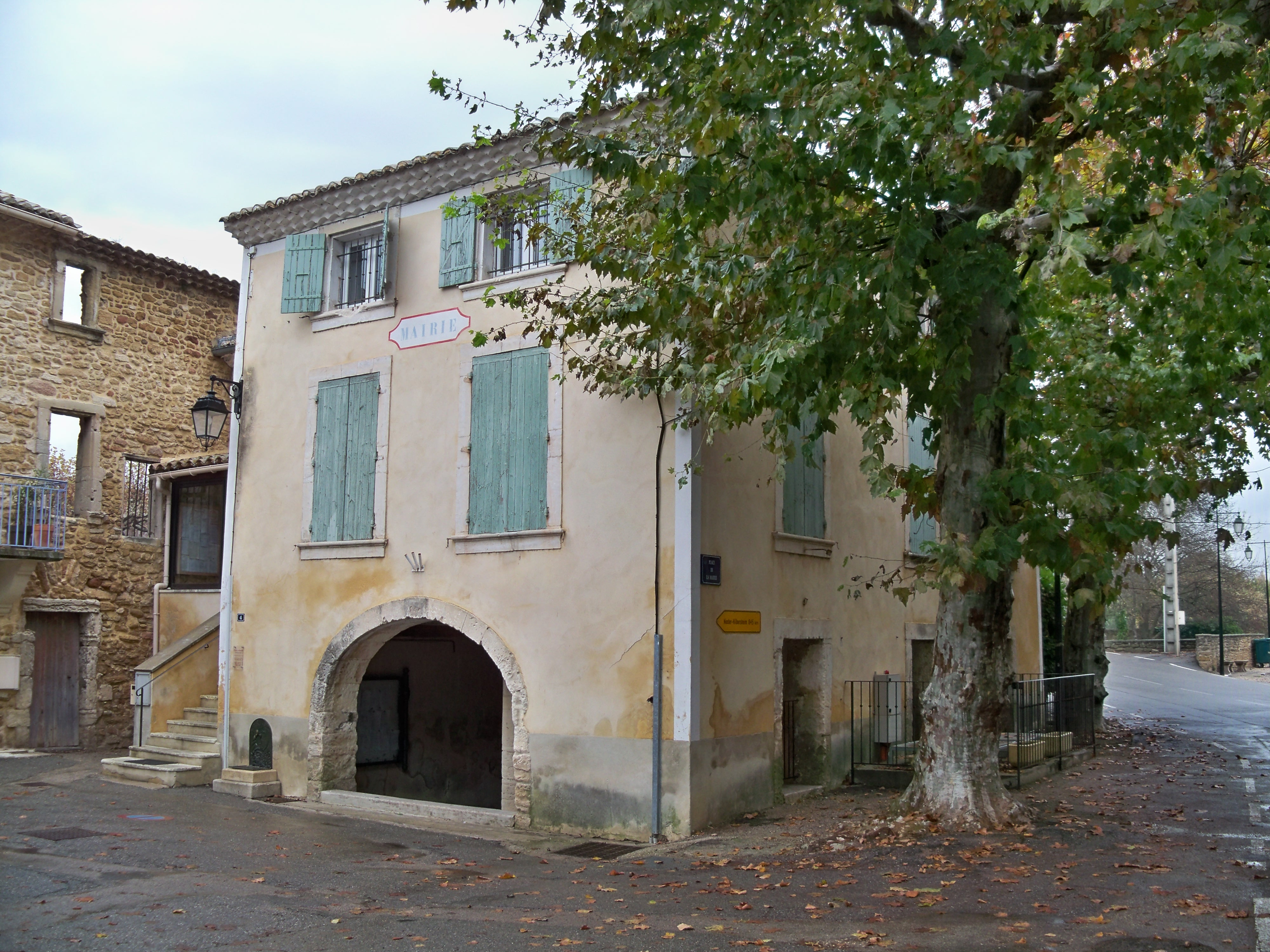
Mairie.

### Tendances politiques et résultats
Aux élections municipales de 2014, le maire sortant Max Feschet s'est représenté mais a été battu au premier tour par Jean-Michel Avias (vainqueur avec 59,16 % des voix). Le taux de participation a été de 83,68 %.

En 2020 

### Liste des maires
| Période                                                                      | Période                    | Identité                               | Étiquette | Qualité                                                                  |
| ---------------------------------------------------------------------------- | -------------------------- | -------------------------------------- | --------- | ------------------------------------------------------------------------ |
| Les données manquantes sont à compléter. : de la Révolution au Second Empire |                            |                                        |           |                                                                          |
| 1790                                                                         | 1871                       | ?                                      |           |                                                                          |
| Les données manquantes sont à compléter. : depuis la fin du Second Empire    |                            |                                        |           |                                                                          |
| 1871                                                                         | 1874                       | ?                                      |           |                                                                          |
| 1874                                                                         | 1878                       | ?                                      |           |                                                                          |
| 1878                                                                         | 1884                       | ?                                      |           |                                                                          |
| 1884                                                                         | 1888                       | ?                                      |           |                                                                          |
| 1888                                                                         | 1892                       | ?                                      |           |                                                                          |
| 1892                                                                         | 1896                       | ?                                      |           |                                                                          |
| 1896                                                                         | 1900                       | ?                                      |           |                                                                          |
| 1900                                                                         | 1904                       | ?                                      |           |                                                                          |
| 1904                                                                         | 1908                       | ?                                      |           |                                                                          |
| 1908                                                                         | 1912                       | ?                                      |           |                                                                          |
| 1912                                                                         | 1919                       | ?                                      |           |                                                                          |
| 1919                                                                         | 1925                       | ?                                      |           |                                                                          |
| 1925                                                                         | 1929                       | ?                                      |           |                                                                          |
| 1929                                                                         | 1935                       | ?                                      |           |                                                                          |
| 1935                                                                         | 1945                       | ?                                      |           |                                                                          |
| 1945                                                                         | 1947                       | ?                                      |           |                                                                          |
| 1947                                                                         | 1953                       | ?                                      |           |                                                                          |
| 1953                                                                         | 1959                       | ?                                      |           |                                                                          |
| 1959                                                                         | 1965                       | Louis Moulin                           |           |                                                                          |
| 1965                                                                         | 1971                       | René Icard                             |           |                                                                          |
| 1971                                                                         | 1983                       | Maurice Richard                        |           |                                                                          |
| 1983                                                                         | 2014                       | Max Feschet                            | PS        | retraité de banque sénateur suppléant de la Drôme depuis septembre 1998. |
| 2014                                                                         | En cours (au 19 nov. 2022) | Jean-Michel Avias[source insuffisante] | DVD       | conseiller départemental depuis 2021                                     |

### Finances locales
| Taxe                                                | Part communale | Part intercommunale | Part départementale | Part régionale |
| --------------------------------------------------- | -------------- | ------------------- | ------------------- | -------------- |
| Taxe d'habitation (TH)                              | 10,00 %        | 0,00 %              | 7,65 %              | 0,00 %         |
| Taxe foncière sur les propriétés bâties (TFPB)      | 22,08 %        | 0,00 %              | 11,35 %             | 2,12 %         |
| Taxe foncière sur les propriétés non bâties (TFPNB) | 71,57 %        | 0,00 %              | 41,63 %             | 2,28 %         |
| Taxe professionnelle (TP)                           | 16,14 %*       | 0,00 %              | 10,33 %             | 2,49 %         |

### Jumelages
| Bouchet (Drôme) Nieder-Hilbersheim |

La commune est jumelée avec Nieder-Hilbersheim en  Allemagne.

## Population et société

### Démographie
L'évolution du nombre d'habitants est connue à travers les recensements de la population effectués dans la commune depuis 1793. Pour les communes de moins de 10 000 habitants, une enquête de recensement portant sur toute la population est réalisée tous les cinq ans, les populations de référence des années intermédiaires étant quant à elles estimées par interpolation ou extrapolation. Pour la commune, le premier recensement exhaustif entrant dans le cadre du nouveau dispositif a été réalisé en 2006.

En 2022, la commune comptait 1 417 habitants, en évolution de −5,47 % par rapport à 2016 (Drôme : +2,64 %, France hors Mayotte : +2,11 %).
| 1793 | 1800 | 1806 | 1821 | 1831 | 1836 | 1841 | 1846  | 1851  |
| ---- | ---- | ---- | ---- | ---- | ---- | ---- | ----- | ----- |
| 642  | 545  | 598  | 760  | 841  | 862  | 928  | 1 015 | 1 035 |

| 1856  | 1861  | 1866  | 1872  | 1876  | 1881 | 1886 | 1891 | 1896 |
| ----- | ----- | ----- | ----- | ----- | ---- | ---- | ---- | ---- |
| 1 094 | 1 151 | 1 152 | 1 039 | 1 005 | 920  | 881  | 855  | 804  |

| 1901 | 1906 | 1911 | 1921 | 1926 | 1931 | 1936 | 1946 | 1954 |
| ---- | ---- | ---- | ---- | ---- | ---- | ---- | ---- | ---- |
| 812  | 786  | 738  | 643  | 677  | 665  | 572  | 537  | 532  |

| 1962 | 1968 | 1975 | 1982 | 1990 | 1999 | 2006 | 2011  | 2016  |
| ---- | ---- | ---- | ---- | ---- | ---- | ---- | ----- | ----- |
| 539  | 556  | 571  | 671  | 670  | 694  | 969  | 1 267 | 1 499 |

| 2021  | 2022  | - | - | - | - | - | - | - |
| ----- | ----- | - | - | - | - | - | - | - |
| 1 459 | 1 417 | - | - | - | - | - | - | - |

### Enseignement
La commune de Bouchet dispose d'un groupe scolaire, composé de deux classes pour l'école maternelle et de cinq classes pour l'école primaire.
Les élèves poursuivent leurs études à Suze-la-Rousse, au collège Do Mistrau, puis à Bollène pour le lycée[réf. nécessaire].

### Santé
Un médecin et une infirmière sont installés à Bouchet. Les hôpitaux les plus proches se situent à Bollène et Valréas. La commune possède aussi un Centre de secours (pompiers)[réf. nécessaire].

### Manifestations culturelles et festivités
- Fête : troisième dimanche de septembre[20].

### Loisirs
- Deux associations de jeux de boule : un club de boules lyonnaises et un club de pétanque[30].
- Pêche[20].

### Sports
Bouchet dispose d'un stade, siège du club de football local[réf. nécessaire].

## Économie

### Agriculture

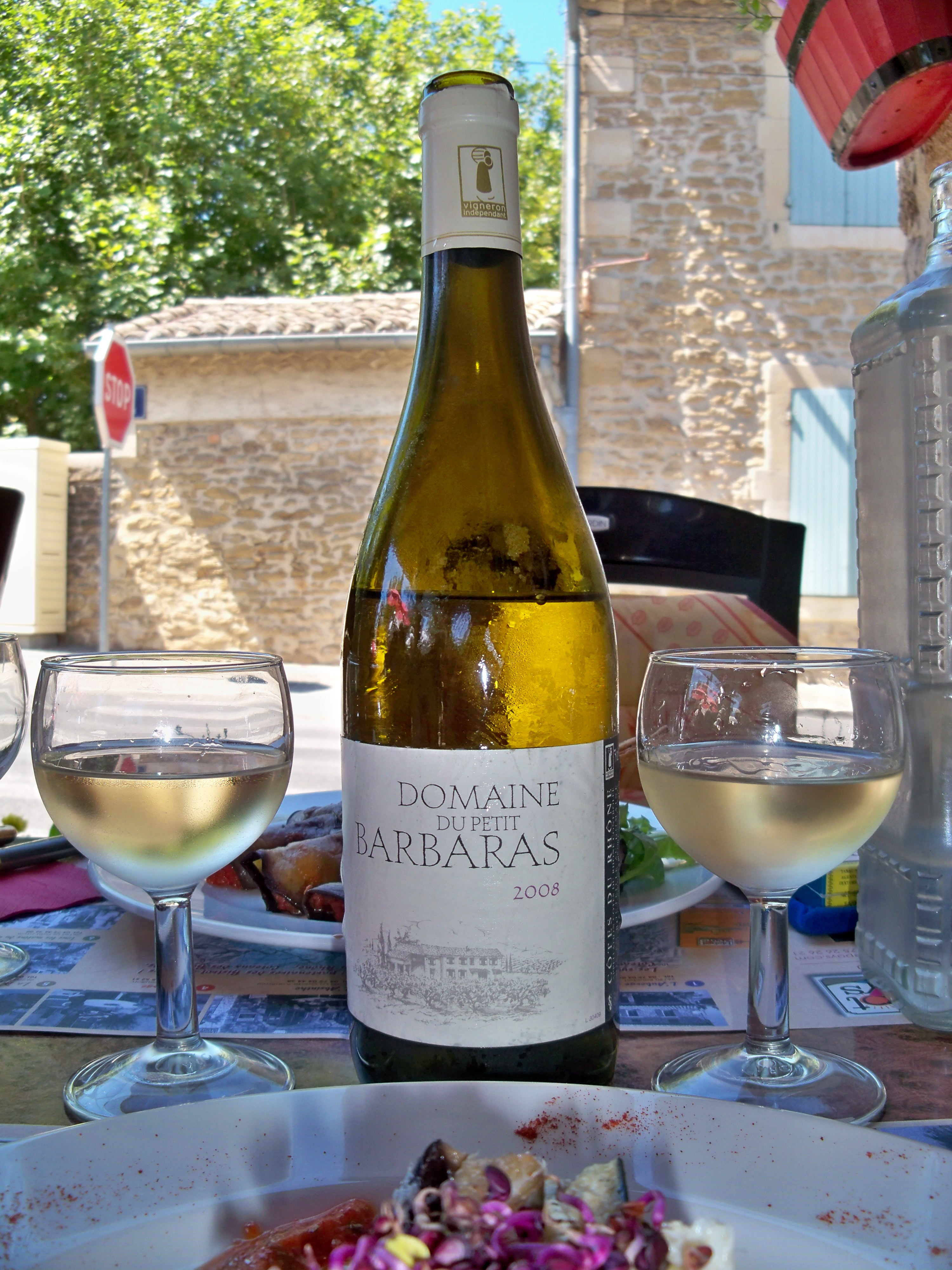
AOC côtes-du-rhône villages, Domaine du Petit Barbaras à Bouchet.

En 1992 : vignes (vin AOC Côtes-du-Rhône / cave de vieillissement), fruits, truffes, ovins.
- Marché (truffes) du 1er novembre au 31 mars[20].

La commune a essentiellement une activité rurale consacrée majoritairement à la viticulture. Son vignoble est producteur de côtes-du-rhône et de côtes-du-rhône villages. L'ancienne abbaye cistercienne dont le réfectoire servait de chais de vieillissement aux plus grandes appellations du Cellier des Dauphins et possédait un caveau de dégustation ouvert au public, est maintenant propriété de la commune. Les vignerons de la commune sont représentés au sein de la Commanderie des Costes du Rhône, confrérie bachique, qui tient ses assises au château de Suze-la-Rousse, siège de l'Université du vin[réf. nécessaire].

### Commerce

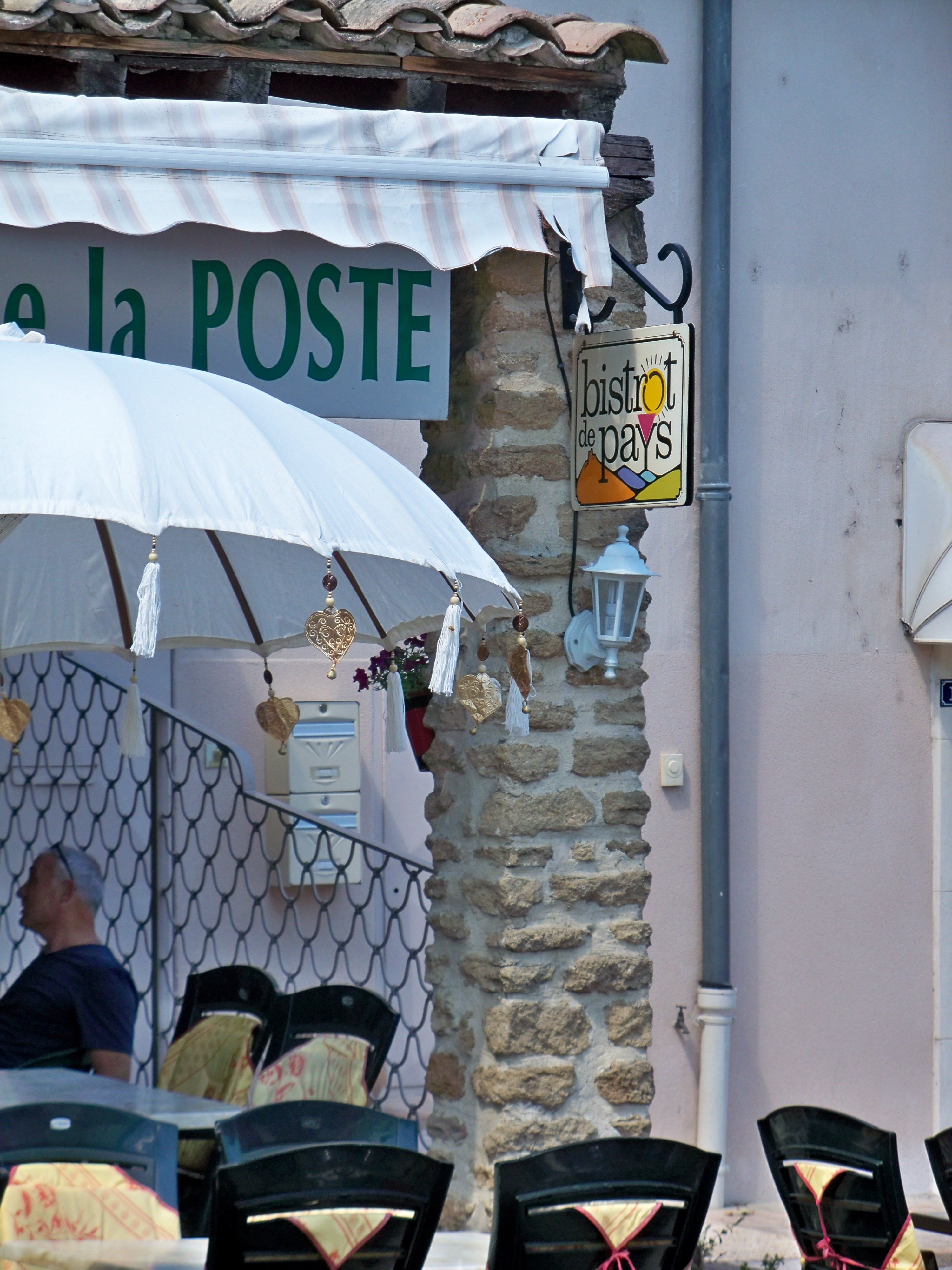
L'Auberge de la Poste avec l'enseigne Bistrot de pays.

L'Auberge de la Poste, qui porte le label Bistrot de pays, adhère a une charte qui a but de « contribuer à la conservation et à l’animation du tissu économique et social en milieu rural par le maintien d’un lieu de vie du village ». C'est dans ce cadre qu'elle propose une cuisine de terroir, un terrain de boules, des informations sur le village et des cartes postales[réf. nécessaire].

### Tourisme
- Rives de l'Hérin[20].
- Les touristes disposent de plusieurs types d'hébergement sur la commune : chambres d'hôtes, gîtes, un camping avec piscine installé en bord de rivière[réf. nécessaire].

## Culture locale et patrimoine

### Lieux et monuments

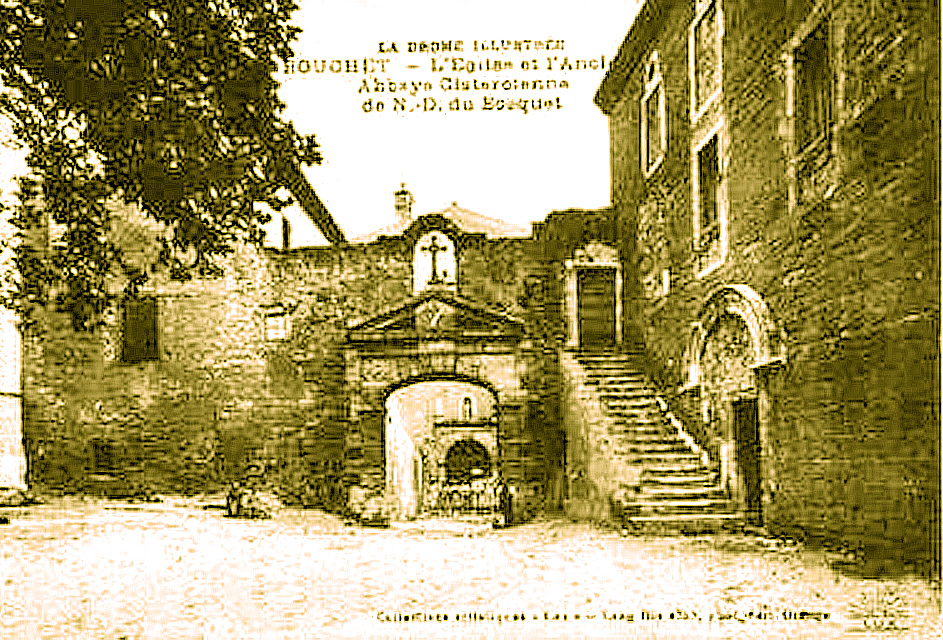
L'abbaye cistercienne au début du XXe siècle.

- Vieux village aux maisons médiévales[20].
- Unité d'architecture du village, maisons médiévales[20].
- L'abbaye (classée IMH)[20].
- L'église paroissiale contiguë à « l'ancien collège » possède une abside et des absidioles (architecture cistercienne)[réf. nécessaire].
- Église d'origine romane remaniée en gothique flamboyant : portail du XVIIe siècle[20].
- Chapelle Saint-Sébastien du XVIIIe siècle (IMH, inscrite au titre des monuments historiques)[20],[32].

### Patrimoine culturel

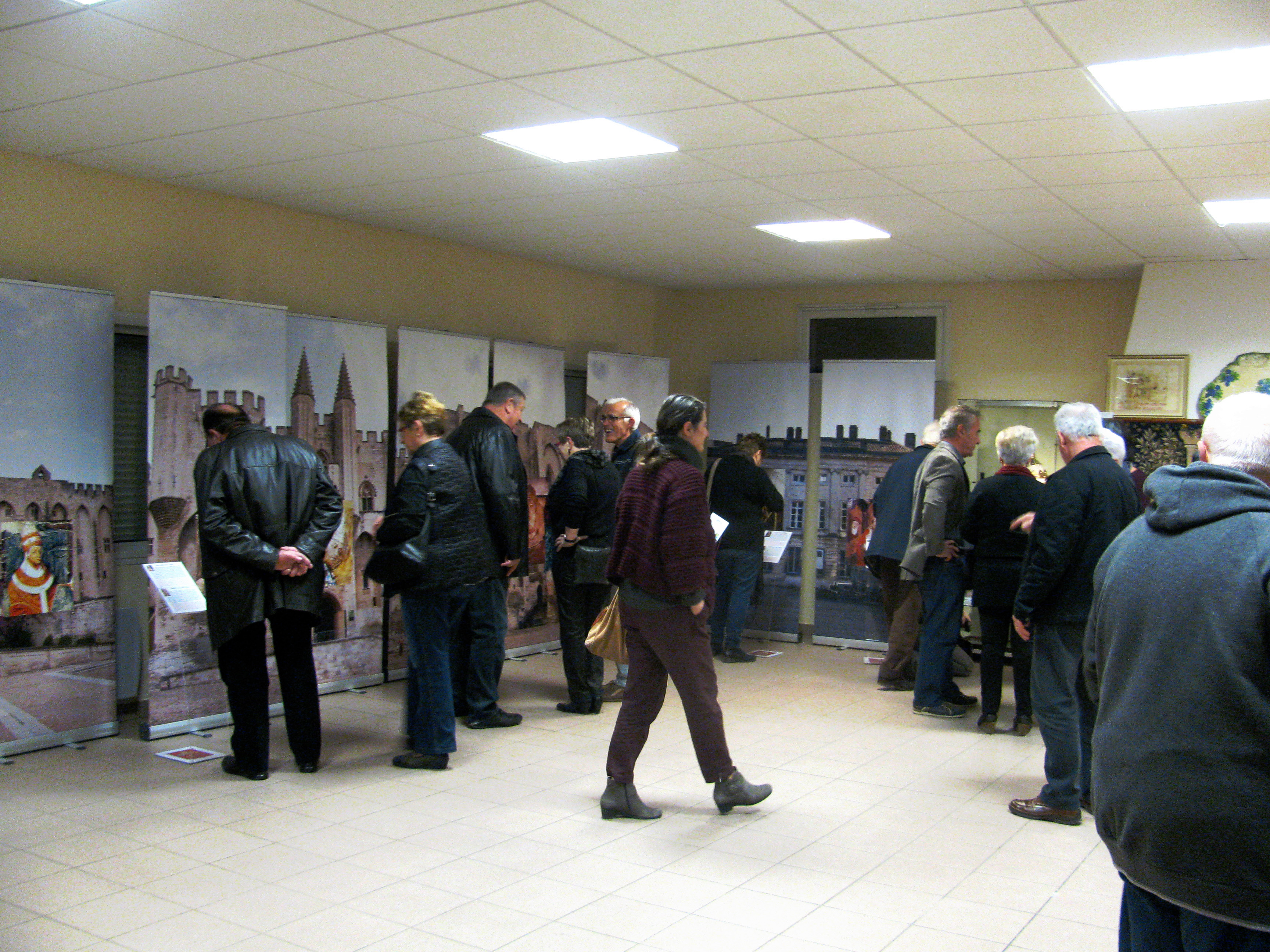
Salle d'exposition au domaine du Petit Barbaras.

- Salle d'exposition au domaine du Petit Barbaras.

### Personnalités liées à la commune
- Bertrand de Garrigues, premier compagnon de saint Dominique[réf. nécessaire].

### Héraldique, logotype et devise
| Armoiries de Bouchet | Les armoiries de Bouchet se blasonnent ainsi : « De gueules à un chêne pubescent arraché d'or, au chef cousu d'azur chargée de trois étoiles aussi d'or ». |